# Камена (Јихлава)
Камена (чеш. Kamenná) је насељено мјесто са административним статусом сеоске општине (чеш. obec) у округу Јихлава, у крају Височина, Чешка Република.

## Становништво
Према подацима о броју становника из 2014. године насеље је имало 186 становника.